# Adalbert I av Toscana
Adalbert I av Toscana, död 886, var en italiensk monark. Han var regerande markgreve i Toscana mellan 847 och 886. 